# Lago Bodom
O lago Bodom é um corpo de água localizado na Finlândia, próximo a cidade de Espoo. O lago mede aproximadamente três quilômetros de comprimento e um quilômetro de largura.
O lago ficou conhecido pelos assassinatos ocorridos na noite de quatro de junho de 1960, quando quatro adolescentes (dois rapazes de dezoito anos e duas garotas de quinze anos) foram acampar próximo ao lago e foram misteriosamente atacados. Três foram assassinados cruelmente e apenas um sobreviveu. Este evento é normalmente lembrado como os "Assassinatos do lago Bodom". Em 2005, Nils Gustafsson, a única vitima que sobreviveu, foi preso como suspeito pelos assassinatos. Em dez de junho de 2005 a corte decidiu que Gustafsson era inocente. A banda finlandesa de death metal melódico Children of Bodom utiliza este misterioso acontecimento como nome de sua banda e em suas letras.